# Sluiscomplex Weurt
Het sluiscomplex Weurt is een sluis in het Maas-Waalkanaal bij het dorp Weurt in de Nederlandse provincie Gelderland.
De sluis ligt tussen het dorp Weurt en het Nijmeegse Haven- en industrieterrein bij de Waalmonding net ten zuiden van de Noordkanaalhaven. Het sluiscomplex is uitgevoerd als een dubbele schutsluis. De oude sluis (Oost-sluis), die aangelegd is tussen 1923 en 1928, heeft roldeuren en de nieuwe sluis (West-sluis), die aangelegd is rond 1975, heeft hefdeuren. Over de buitenhoofden van beide sluizen gaan hefbruggen. Het beheer is in handen van de Verkeerspost Nijmegen van Rijkswaterstaat. Tussen 2005 en 2008 zijn de bruggen, waarover de Industrieweg loopt, met 2,5 meter verhoogd om grotere schepen aan te kunnen. Daarvoor was de brug over de nieuwe sluis een vaste brug. De oude brug en sluis zijn een rijksmonument.

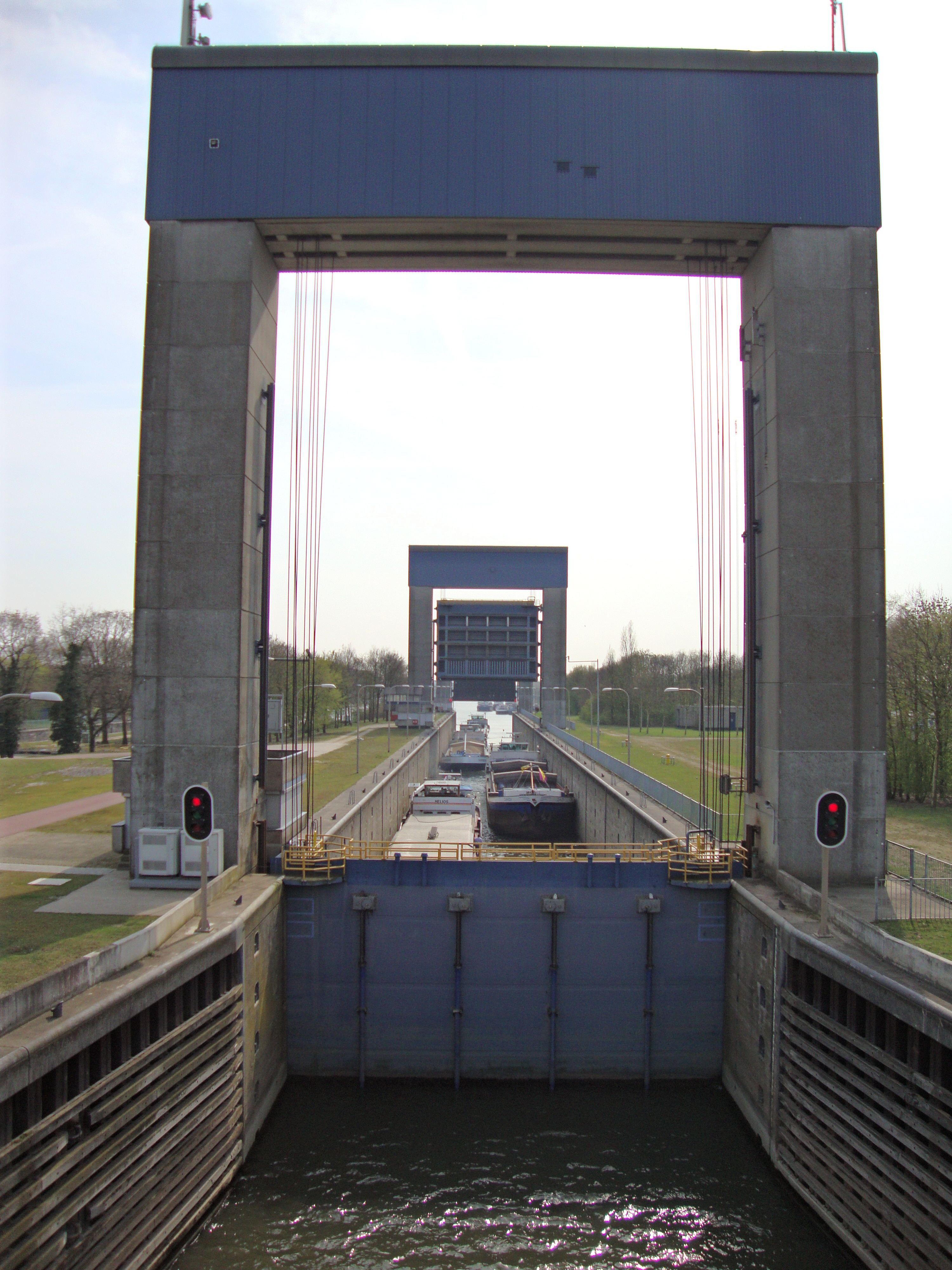
De nieuwe sluis van het sluiscomplex Weurt
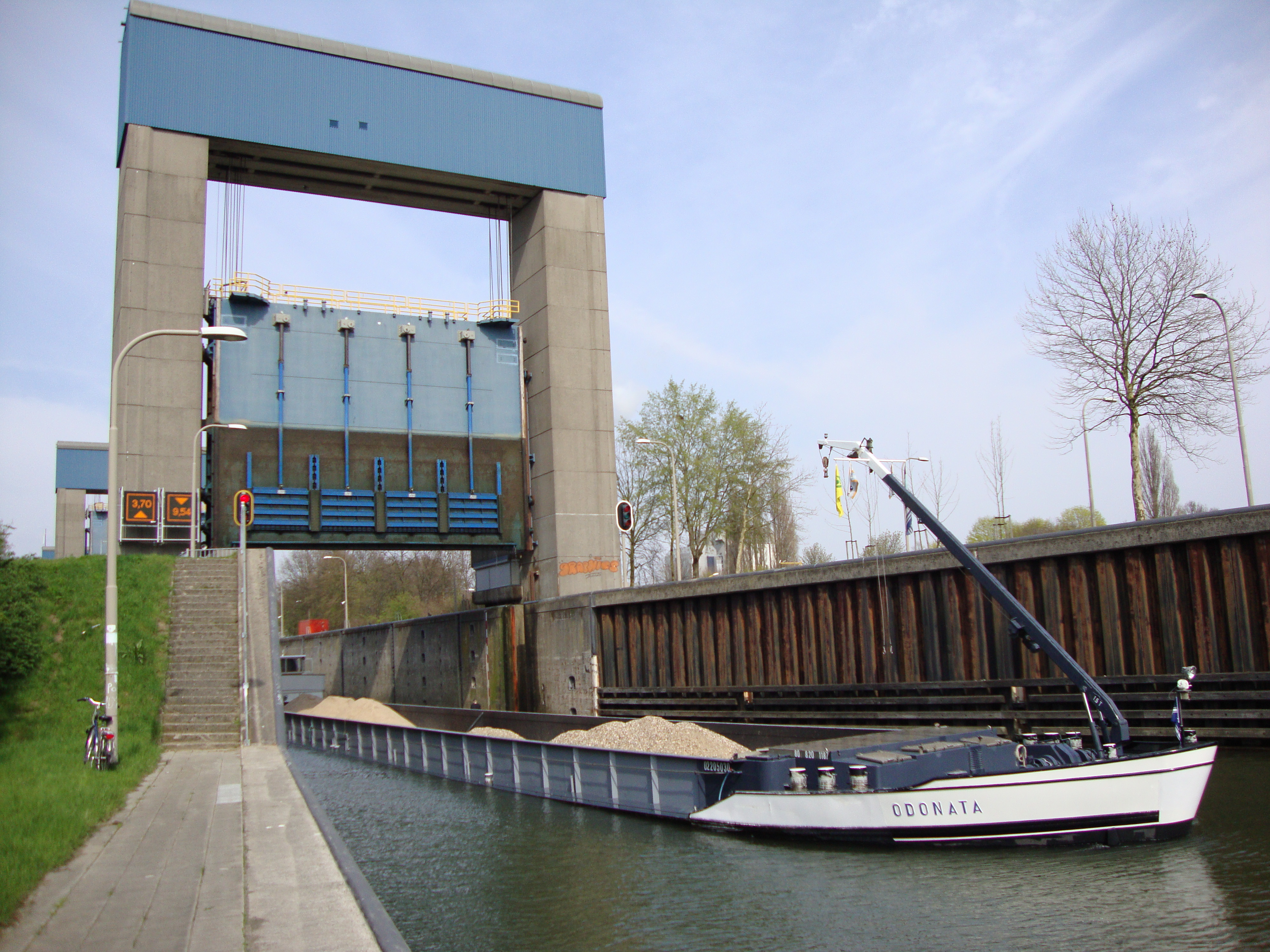
De nieuwe sluis, driekwart open